# クリフォード・D・シマック

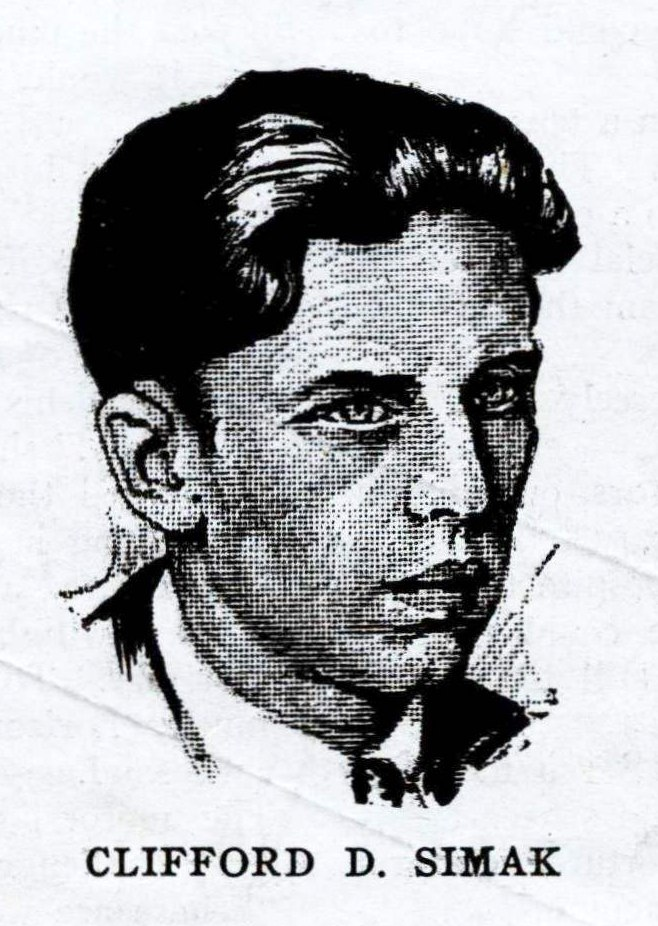

クリフォード・ドナルド・シマック（Clifford Donald Simak, 1904年8月3日 - 1988年4月25日）は、アメリカ合衆国のSF作家、ファンタジー作家。ヒューゴー賞を3度、ネビュラ賞を1度受賞し、1977年にはアメリカSFファンタジー作家協会 (SFWA) から3人目のグランド・マスター賞を授与された。

## 生涯
チェコ系アメリカ人。ウィスコンシン州ミルビルで生まれる。ウィスコンシン大学マディソン校を中退し、中西部の様々な新聞社で働いた。1929年結婚し、2人の子をもうけた。作家デビュー作は1931年の The World of the Red Sun で、ガーンズバックの「ワンダー・ストーリーズ」に掲載された。1939年、ミネソタ州ミネアポリスの Minneapolis Star and Tribune で仕事をするようになり、その関係は1976年に引退するまで続いた。1949年にはミネアポリス・スター紙の記者となり、毎週『明日の世界』と題する科学コラムを執筆する一方でSF作家としても活動。1961年にはミネアポリス・トリビューンの Science Reading Series を担当するようになった。『再生の時』(1951) の宣伝文で「私は結婚33年目で、2人の子を持ち、幸福に暮らしている。休暇にはつりを楽しむ（ボート上にじっとしていて魚が寄ってくるのを待つだけ）。趣味はチェス、切手収集、バラを育てること」と書いている。この本は妻に捧げられており「彼女がいなければ一行も書けなかっただろう」としている。SF作家仲間にも好かれていて、特にアイザック・アシモフと仲が良かった。1988年、ミネアポリスで死去。

## 作家としての経歴
シマックは幼少期にH・G・ウェルズの作品を読み、SFに興味を持つようになった。1931年、SF系パルプ・マガジンに作品が掲載されるようになったが、1933年にはいったん作家活動をやめた。1933年から1937年の間に発表されたSF作品は The Creator という中編1編のみだが（1935年、Marvel Tales に掲載）、当時のSFとしては珍しく宗教の意味を問う内容だった。
1937年後半、ジョン・W・キャンベルがSF界に新風を吹き込むと、シマックはSF作家として復帰しアスタウンディング誌の常連作家となってSF黄金時代を支えた。処女長編『大宇宙の守護者』(1939) に見られるように、初期の作品はE・E・スミスが完成させたスペース・オペラの系統だったが、間もなく独自の作風を開拓し、「優しく田園的」と評されるようになった。このころシマックはSF以外のパルプ・マガジンに戦争ものや西部劇の作品を発表していた。最高傑作とされる『都市』は、人類が地球を脱出しようとしている時代を描いた連作短編であり、1944年から書き始めた。一般にこの作品で新境地を拓いたとされている。
1950年代から1960年代にかけて、シマックは精力的に良作を書き続けた。その後も友人たちに励まされて執筆を続け、1980年代にはファンタジー分野にも進出している。

## 作風
シマックの作品には同じ基本的考え方とテーマが繰り返し登場する。まず第一に共通するのは、故郷のウィスコンシンの風景である。田舎の無愛想な個人主義的キャラクターの典型として、「大きな前庭」の主人公ハイラム・テインが挙げられる。ハイラムの飼い犬タウザーの設定もシマック作品によく見られる。田園を舞台としていても、常に牧歌的とは限らない。Ring Around the Sun (1953) で描かれるのは不寛容と孤立主義に支配される田園である。
シマックの作品は達観した思慮深い田園的なものから純粋な恐怖を描いたものまで様々である。「大きな前庭」に代表されるユーモア小説もある。

## 作品リスト

### 長編
- Cosmic Engineers (1950) 大宇宙の守護者（別題：スペース・ウォーズ  - 宇宙十字軍）
- Time and Again （別題：First He Died） (1951) 再生の時（別題：アンドロイドの反乱）
- City (1952) 都市
- Way Station (1963) 中継ステーション
  - 2019年9月、Netflixが本作に基づいた映画の製作を発表した[5]。
- Why Call them Back from Heaven? (1967) なぜ天国から呼び戻すのか?
- The Werewolf Principle (1967) 人狼原理
- The Goblin Reservation (1968) 小鬼の居留地
- Mastodonia (1978) マストドニア
- The Fellowship of the Talisman (1978) 妖魔の潜む沼
- The Visitors (1980) 宇宙からの訪問者
- The Strengths of Project Pope (1981) 法王計画
- Special Deliverance (1982) 超越の儀式

ほか、未訳作品が約20ある。

### 短編
- A Death in the House (1959) 孤独な死[※ 1]

### 短編集
- The Worlds of Clifford Simak (1960)　『シマックの世界』のち下記の二分冊で刊行
  1. シマックの世界1 大きな前庭
  2. シマックの世界2 愚者の聖戦

ほか、未訳短編集あり。

## 主な受賞歴
- 国際幻想文学賞 (1953) - 『都市』
- ヒューゴー賞 最優秀中編 (1959) - 「大きな前庭」
- ヒューゴー賞 最優秀長編 (1964) - 『中継ステーション』
- グランドマスター賞 (1976)
- ヒューゴー賞 最優秀短編 (1981) - 「踊る鹿の洞窟」
- ネビュラ賞 最優秀短編 (1981) - 「踊る鹿の洞窟」
- ローカス賞 最優秀短編 (1981) - 「踊る鹿の洞窟」
- ブラム・ストーカー賞 生涯功労賞 (1988)